# Karrenwielstelsel
Het Karrenwielstelsel (ook bekend als ESO 350-40) is een lensvormig en ringvormig sterrenstelsel op 496 miljoen lichtjaren afstand in het sterrenbeeld Beeldhouwer. Het stelsel werd in 1941 ontdekt door de Zwitserse astronoom Fritz Zwicky.

## Beschrijving
Het Karrenwielstelsel bestaat uit een centrale kern met daaromheen een cirkelvormige ring. Deze buitenste ring bestaat uit jonge sterrenhopen met voornamelijke blauwe sterren. Dit duidt erop dat het sterrenstelsel recentelijk een intense vorm van stervorming heeft meegemaakt.
Het Karrenwielstelsel was in het verleden een spiraalvormig sterrenstelsel, totdat het in aanvaring kwam met een kleiner sterrenstelsel, ongeveer 200 miljoen jaar geleden. Dit kleinere sterrenstelsel is dwars door het midden van het Karrenwielstelsel gevlogen, wat voor een korte periode van verhoogde zwaartekracht heeft gezorgd. Hierdoor ontstond er een golf die ervoor zorgde dat het stelsel zijn huidige ringvorm heeft. Deze ringvorm zal in de toekomst langzaam verdwijnen totdat het Karrenwielstelsel weer zijn oude spiraalvorm aanneemt.

## Cosmos
Het Karrenwielstelsel vormde de basis voor een geschilderde illustratie afkomstig van Adolf Schaller voor het boek Cosmos van Carl Sagan. Deze illustratie is afgebeeld op bladzijde 4, en toont een blauwwit licht uitstralende supernova aan de rand van het wielvormige stelsel.